# Estación Cochabamba
La Estación Cochabamba, también conocido por Estación Central Antigua Cochabamba, o  Estación Antigua San Antonio, fue una de las más importantes infraestructuras ferroviarias, que fue parte de la efímera modernización de los ferrocarriles de Bolivia, abriendo sus puertas el año 1964, con la inmediata administración de Empresa Nacional de Ferrocarriles del Estado de Bolivia hasta el año 1996, parte de la integración y modernización ferroviaria de la República de Bolivia, con la inauguración del entonces Ferrocarril Oruro-Cochabamba que unía Cochabamba con el occidente de Bolivia. Siendo administrada posteriormente por la empresa Cruz Blanca del Grupo Empresarial Lucksic, mediante la empresa privada Ferroviaria Andina, hasta 2017.
El edificio patrimonial se ubica en la calle Tarata, en el corazón del Área Comercial La Cancha, parte del barrio de San Antonio, en la comuna Adela Zamudio (Distrito 10), al sudeste de la ciudad de Cochabamba.
Actualmente, la estación de ferrocarriles cuenta una protección del patrimonio arquitectónico de parte del consejo del municipio de Cochabamba. 
Desde el 11 de septiembre de 2023 es rehabilitado por el Ministerio de Obras Públicas del Estado Plurinacional de Bolivia, como una de las paradas importantes del sistema de trenes ligeros interurbanos "Mi Tren" o Tren Metropolitano de Cochabamba, que es ingreso y salida del Área de Comercio Popular La Cancha, el conjunto de mercados más grande de Bolivia y América Latina.

## Historia

### Como Estación de Ferrocarriles

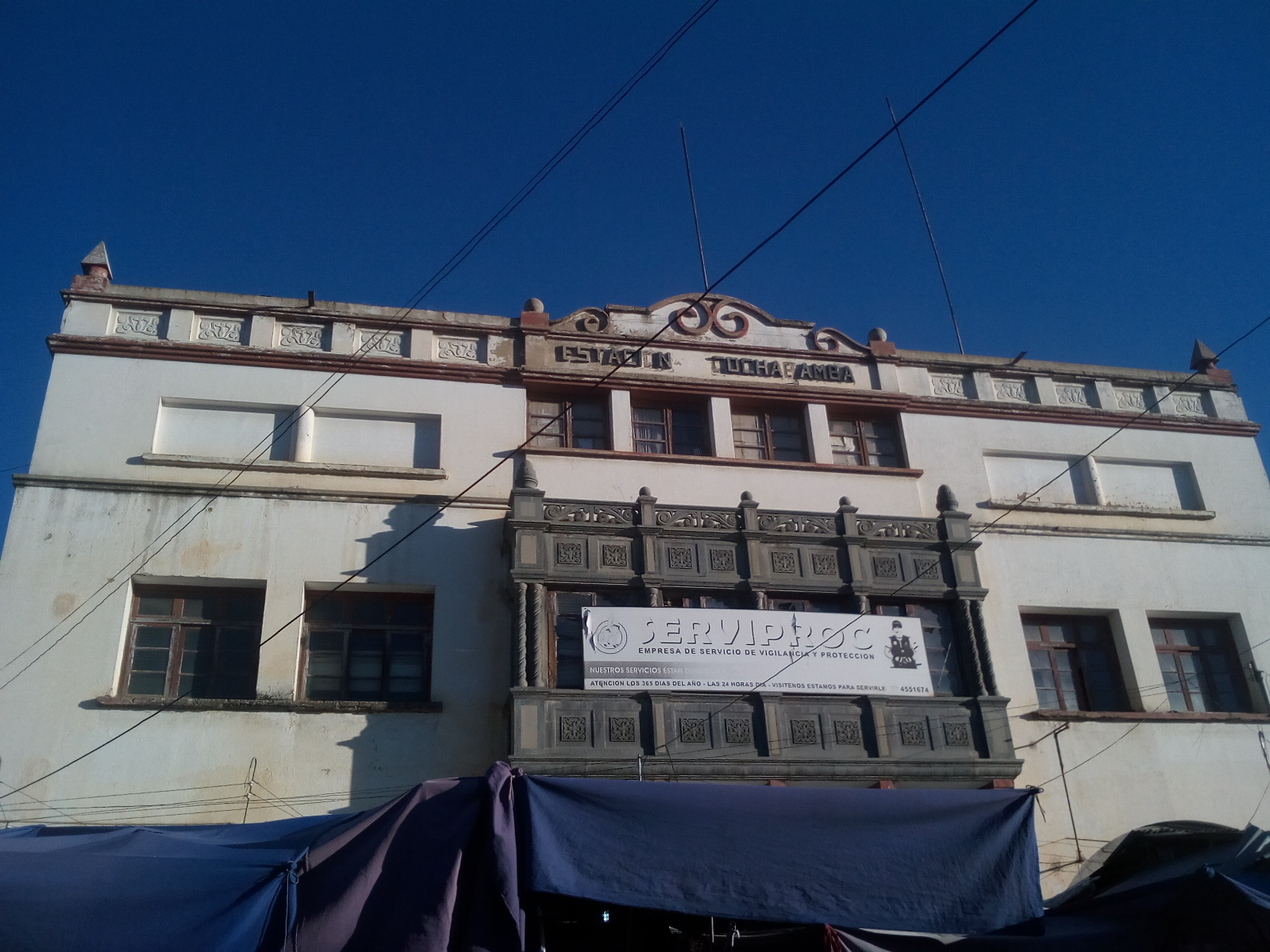
Fachada de la estación, año 2018.

Según registros, la estación de ferrocarriles fue creado el  6 de octubre de 1964, mediante el Decreto Supremo 06909, durante la gestión de Víctor Paz Estenssoro, en el que se conformaba la apertura de operaciones del Ferrocarril Oruro - Cochabamba, y la creación de la Empresa Nacional de Ferrocarriles del Estado.
El servicio operó hasta 1996, y fue el inicio para los recorridos desde la ciudad de Cochabamba hacia occidente (Oruro, La Paz y Villazon), y hacia oriente (Aiquile). 
Sin embargo, la construcción venía desde inicios de la década de los 40, terminando el año 1948. Pero, por problemas administrativos fue inutilizada hasta la promulgación de los decretos supremos del Gobierno de la República.
Entre los años 2014 y 2015, se hizo un proceso para proteger la infraestructura. El consejo de la ciudad de Cochabamba declaró a dicha infraestructura de estilo ecléctico barroco como patrimonio de la ciudad.
El servicio de la Estación Cochabamba se redujó a viajes de ferrobús, incluso de una vez por semana, hasta el año 2017, cuando el Gobierno Nacional intervinó el servicio, para que sea propiedad de la Unidad Técnica de Ferrocarriles (dependiente del Ministerio de Obras Públicas), conforme a la construcción del Tren Metropolitano de Cochabamba.

### Rehabilitación como parada de tren ligero
Como parte de las ampliaciones de la línea roja de "Mi Tren", la Operadora "Mi Tren" anunció ante la opinión pública la "Rehabilitación" de la Estación Central Antigua, para así entrar al corazón del Área Comercial de La Cancha. Dicha ampliación tuvo un costo de 68 millones de bolivianos (casi 10 millones de dólares estadounidenses), indicó el ministro de Obras Públicas, Edgar Montaño.
Para el mes de agosto de 2023, el progreso de la rehabilitación del edificio llegaba al 90%, según indicó el Ministerio de Obras Públicas.
Los primeros vagones Stadler Metelitsa arribaron a la Estación Cochabamba el 14 de agosto de 2023 en la mañana, los andenes estaban en condiciones para su circulación del tren ligero a la histórica estación, tras concluirse los trabajos de vía en placa y la instalación de energía eléctrica ferroviaria.
El día 11 de septiembre de 2023, en un  acto público, y con la presencia de autoridades y simpatizantes del presidente Luis Arce Catacora, se realizó la rehabilitación de la llamada "Estación Central Antigua San Antonio", con la circulación "simbolica" de un tren Stadler Metelitsa desde la plataforma de la Estación San Antonio (Avenida 6 de agosto), con tal de que sea una facilidad de circular desde el corazón de La Cancha.

## Servicios ferroviarios

### Actual

#### Mi Tren
La Estación Cochabamba tiene servicios de transporte de tren ligero interurbano que abarca gran parte del Área Metropolitana de Cochabamba (Cercado, Colcapirhua, Quillacollo, Vinto, y Sipe Sipe), mediante el Tren Metropolitano de Cochabamba.

### Anteriores

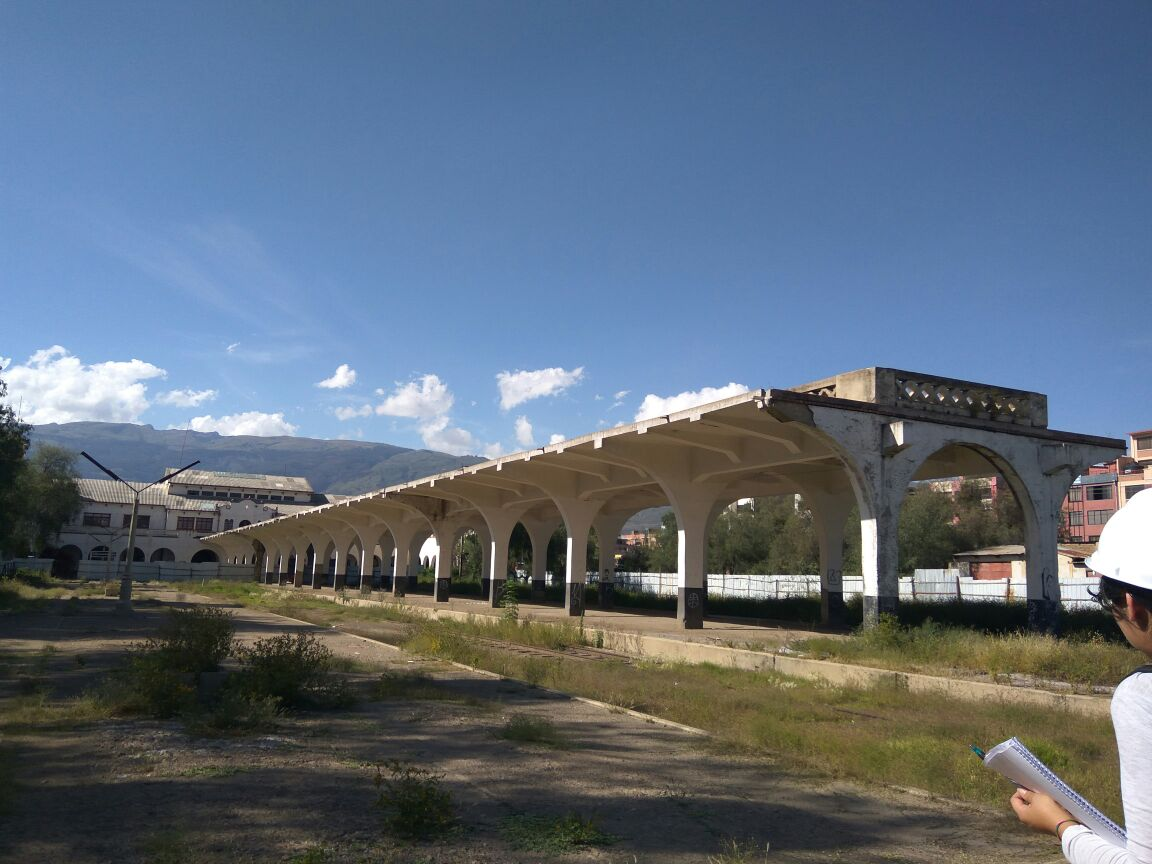

| Origen   | Anterior | Servicio                        | Siguiente   | Destino |
| -------- | -------- | ------------------------------- | ----------- | ------- |
| Terminal | Terminal | Oruro - Cochabamba              | Quillacollo | Oruro   |
| Terminal | Terminal | Cochabamba - Aiquile (ferrobús) | Tarata      | Aiquile |

## Características del edificio

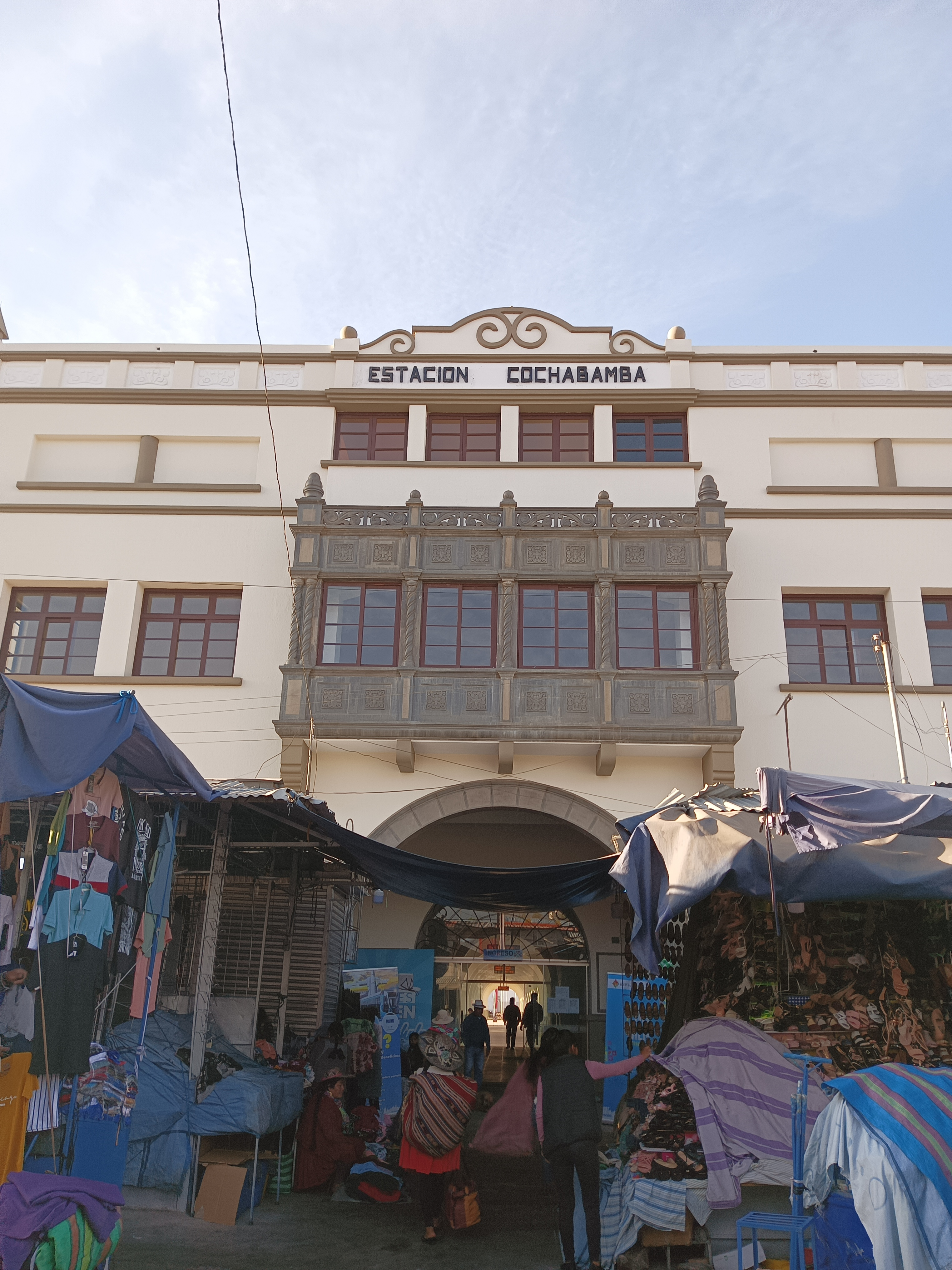
Fachada de la Estación rodeada de casetas de comercio informal.

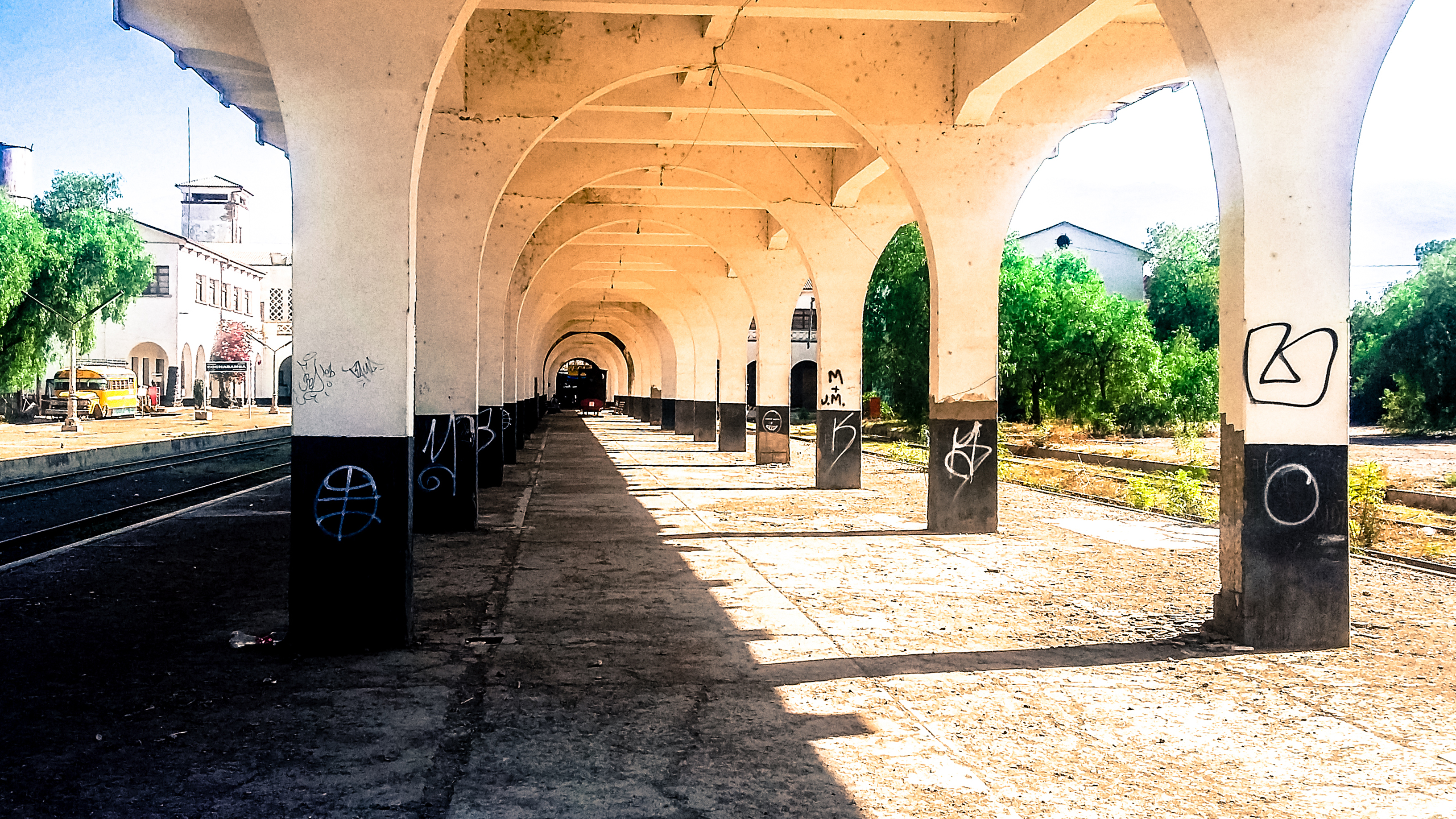
Pasillo central de Estación Cochabamba, cuando seguía siendo administrado por Empresa Ferroviaria Andina.

La edificación que data de más de 50 años de antigüedad, tiene de características una gran entrada de tres portales, una sala principal y boleterias, más sus salas de espera de pasajeros de primera y segunda clase (actualmente espacios comerciales) en la planta baja.   El piso de cemento del Hall principal se veian indicaciones que guiaban a pasajeros de primera clase por el lado derecho del edificio bajo la terminología "1ra". Para los pasajeros de segunda clase o "económica", se indicaba bajo el nombre "2da", y "Pullman" en las puertas. Así mismo, las boleterias con ventanillas pequeñas se ubicaban en los extremos este y oeste, para obtención de boletos para vagones de primera y segunda clase respectivamente. En la salida hay un pasillo extenso, con bancos a sus costados, y 4 andenes, en su mayoría fue para el uso del Ferrocarril Oruro - Cochabamba. En la segunda planta funcionaban las oficinas de contabilidad, telégrafos y gerencia. En la tercera planta se ubicaba el Instituto de Instrucción Ferroviaria, que fungia como escuela de capacitaciones para manejo de locomotoras y mantenimiento  de los Ferrocarriles existentes en Bolivia.

## Movimientos a favor y en contra de la Estación

### Invasión de comercio informal

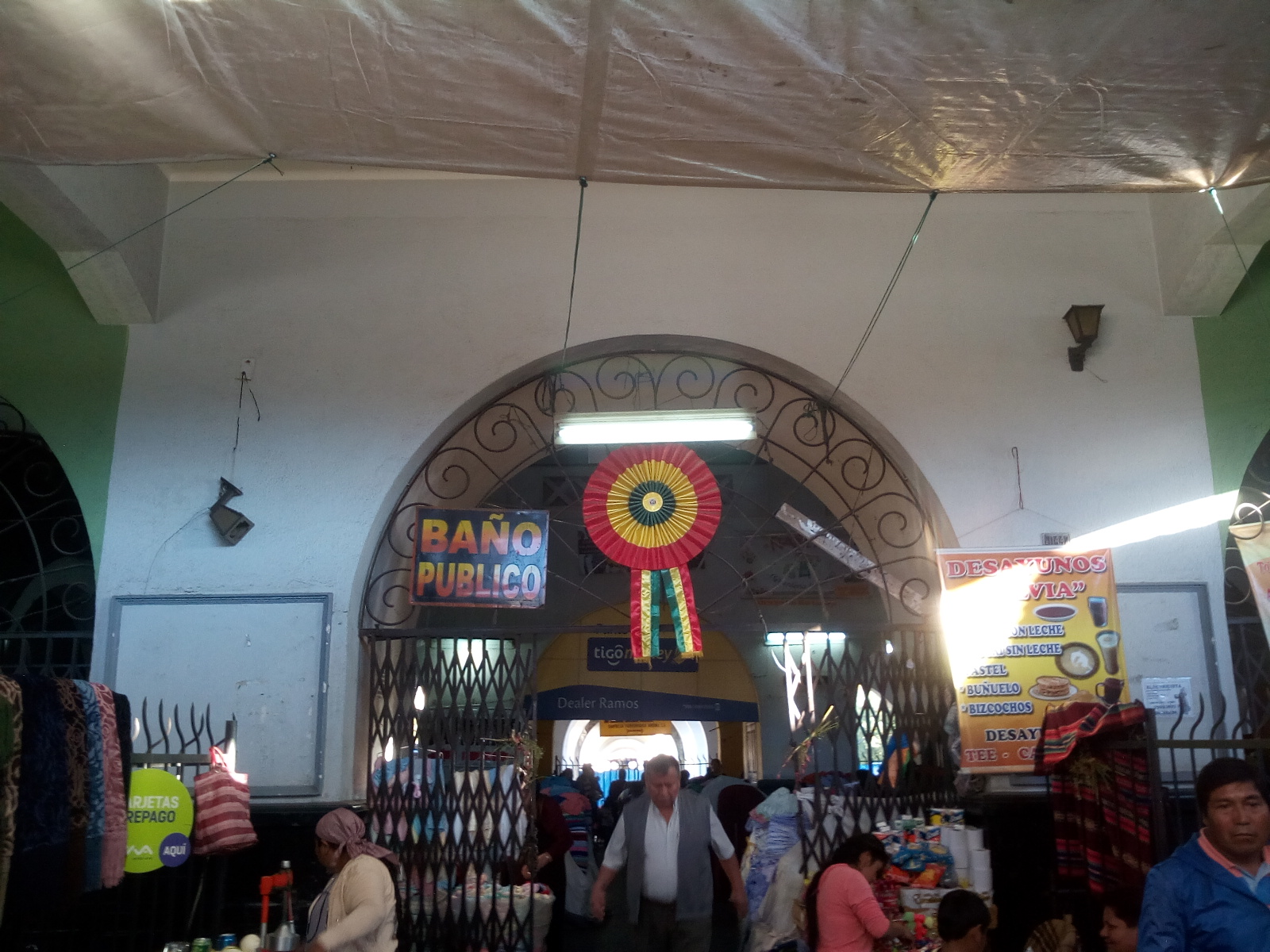
Ingreso a la Estación Cochabamba, repleto de forma caótica de comerciantes de comida rápida, comerciantes de vestuario de "cholita" y otros comerciantes. 20 de mayo de 2018.

Existe alrededor de más de 300 casetas, ubicadas alrededor del predio, rechazando el traslado de dichas casetas alrededor de la antigua estación de ferrocarriles. Esa invasión de comercio informal dificulta la circulación peatonal de la Estación Cochabamba. Dicho problema se presenta desde finales de la década de 1980.
En los años donde la Estación Ferroviaria dejó de realizar actividades de recorridos ferroviarios, debido al desmantelamiento y posterior vandalización de la Red Ferroviaria de Bolivia, y a pesar de que el Consejo Municipal de Cochabamba le había declarado patrimonio de la ciudad a nombre de “Patrimonio Ferroviario Edificado de Cochabamba”, dichos ambientes fueron alquilados por ENFE y la concesionaria Empresa Ferroviaria Andina a comerciantes para puestos de polleras, puestos de comida rápida, depósitos de mercadería y parqueos. Dicho accionar  fue realizado para cubrir deudas con extrabajadores que asciende a más de 50 millones de dólares estadounidenses, declaró el encargado de activos fijos de ENFE Cochabamba, Luis Sierra Díaz.
La asociación accidental "Tunari" decidió en su momento (el año 2017) en construir el lado sur de la Estación Cochabamba (que sería posteriormente la nueva Estación Central San Antonio), para no confrontar a los comerciantes asentados en la infraestructura patrimonial.
Decenas de comerciantes vendían sus productos, en su mayoría ropa de "cholita cochabambina" en el Hall principal de la edificación patrimonial, hasta el año 2017, cuando fueron trasladados 75 personas a la calle Angostura, como parte de los trabajos de construcción del Tren Metropolitano, conforme a un acuerdo firmado con las autoridades del Estado. El día 4 de octubre de 2023, las comerciantes hicieron la medida de presión que incluía la toma del edificio de "Estación Cochabamba", denunciando que el Ministerio de Obras Públicas no cedió las nuevas casetas a su gremio.

### Problemas legales con viviendas
Debido a que se construia el muro de contención para delimitar el nuevo espacio de las Estaciones "Cochabamba" al norte y "San Antonio" al sur, varios vecinos alarmados se opusieron a dicha construcción, ya que en sus propias palabras estarían "tapiando" la única salida de circulación, ya que la salida de las viviendas a la Avenida Barrientos fueron "obstruidos" por varios comerciantes de comercio informal en su mayoría, instalados en casetas de aluminio  y otros metales.
Los vecinos iniciaron un Amparo Constitucional en contra de la Unidad Técnica de Ferrocarriles, el Gobierno Municipal de Cochabamba (bajo la gestión del alcalde Manfred Reyes Villa), acusando a ambas instituciones públicas de  “vulneración de sus derechos humanos a la libre transitabilidad y el derecho a la vida”.  Asimismo, de forma crítica los vecinos señalan que la Intendencia (autoridad del Gobierno Municipal de Cochabamba) dio una salida emergente, y que la Operadora Mi Tren asegura que se concluiran los trabajos del muro, ya que son predios del Estado Boliviano, y por lo tanto se asume su Derecho Propietario.
Con "documentación en mano", aseguran que tienen sus Derechos Propietarios, que pagan impuestos al Estado Boliviano, y que están asentados desde 1996 e incluso antes. Sin embargo, la autoridad de la Comuna Adela Zamudio, Bianca Molina asegura que familias están asentados en 4 mil metros cuadrados, sin estar inscritos en Derechos Reales.
Dichos vecinos están bajo vigilia, sin descartar medidas de presión que afecte a la sociedad de la ciudad de Cochabamba.
La Intendencia ofreció un reorden y levantamiento de casetas para salidas para las familias con dirección a Avenida Barrientos. Sin embargo, los comerciantes asentados en casetas por las aceras de la Avenida Barrientos se opusieron, iniciando medidas de presión  que incluía bloqueos en Avenida Barrientos el día miércoles 6 de septiembre de 2023, afectando la circulación peatonal, ciclistica, de vehículos particulares y servicio de transporte público. Los comerciantes mostraron documentación, indicando que tienen documentos que "asegura" que están asentados por más de 30 años. Reclaman de que cualquier retiro de casetas es una forma de afectar sus fuentes de trabajo.

## Galería de imágenes

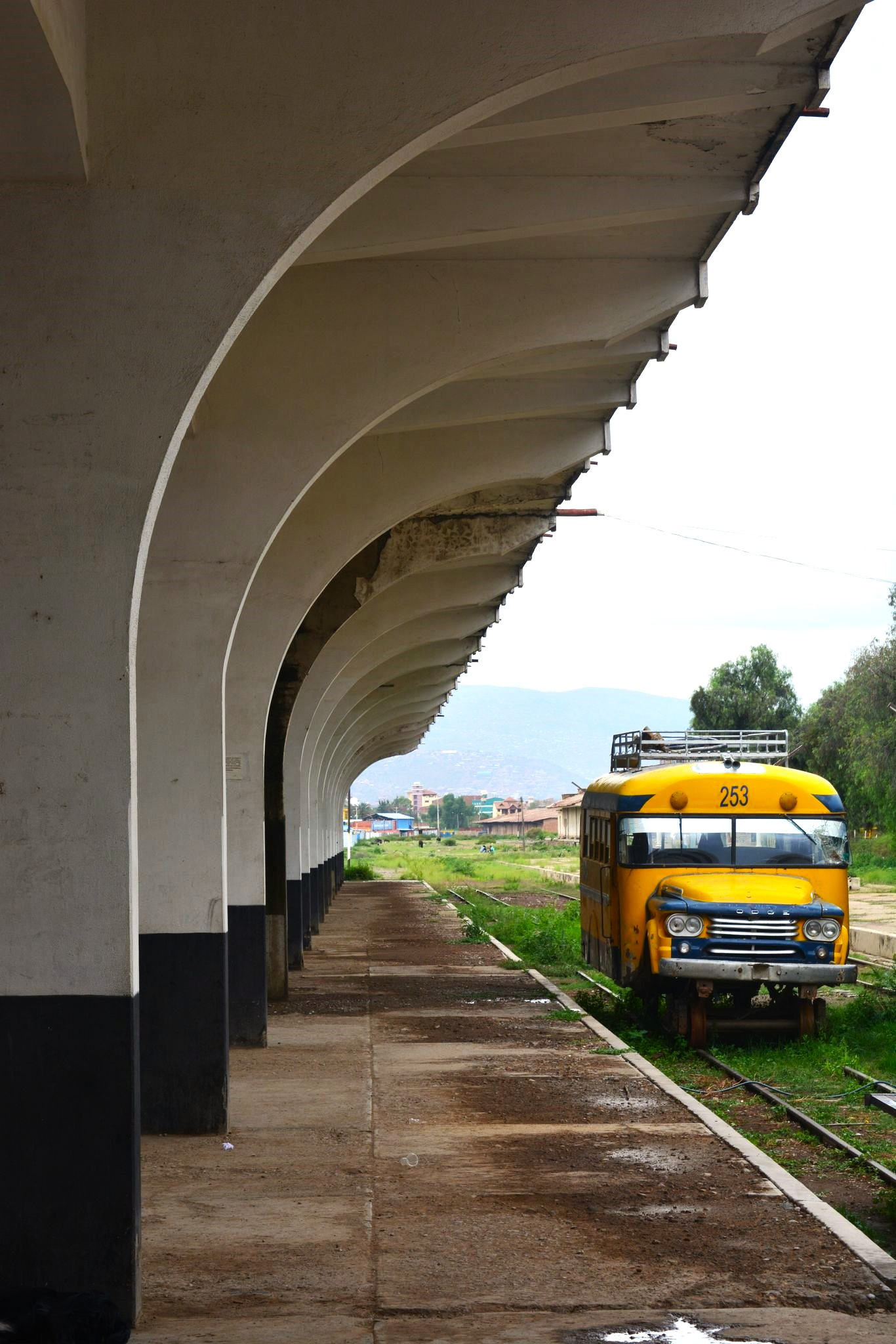
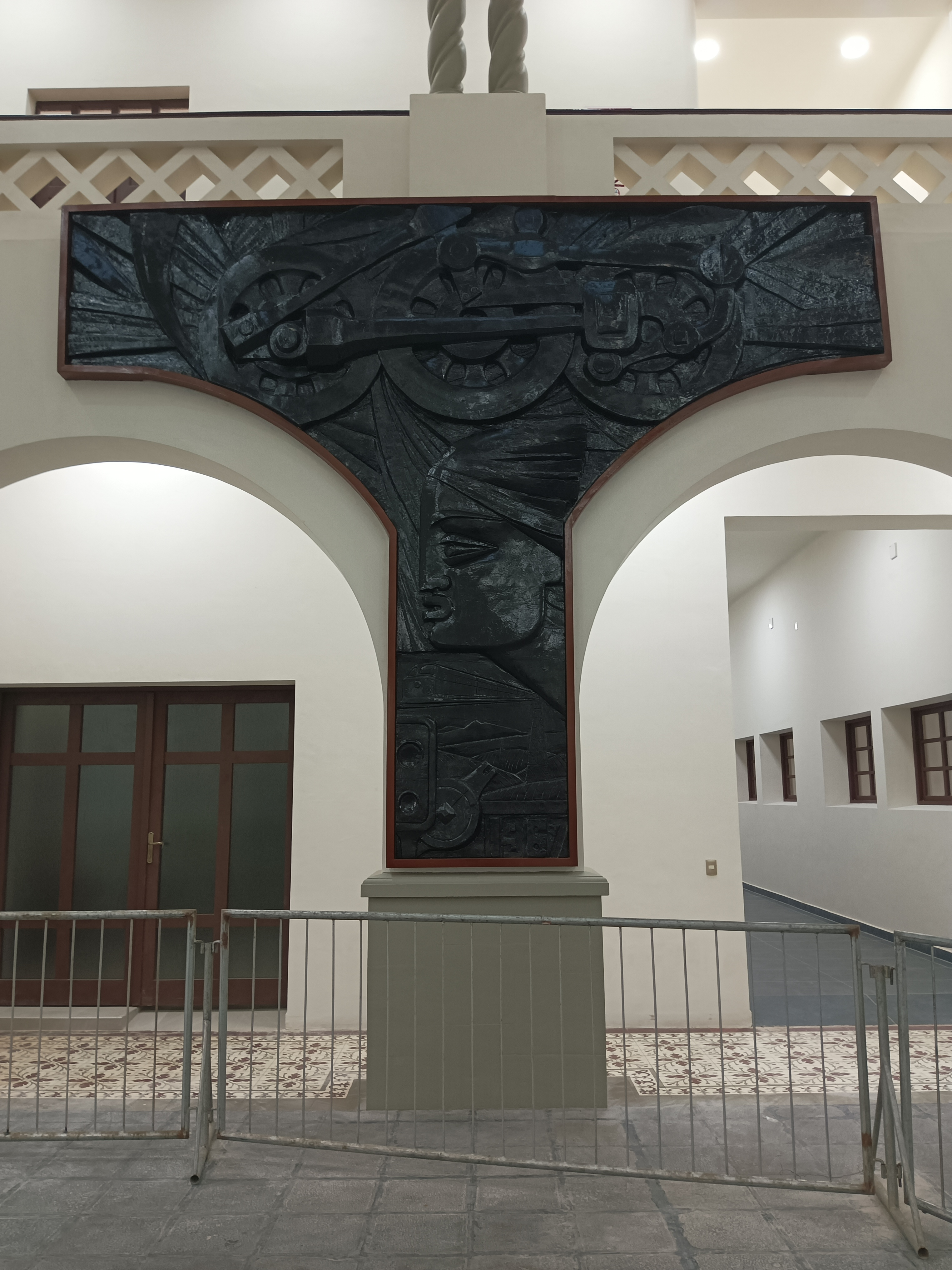
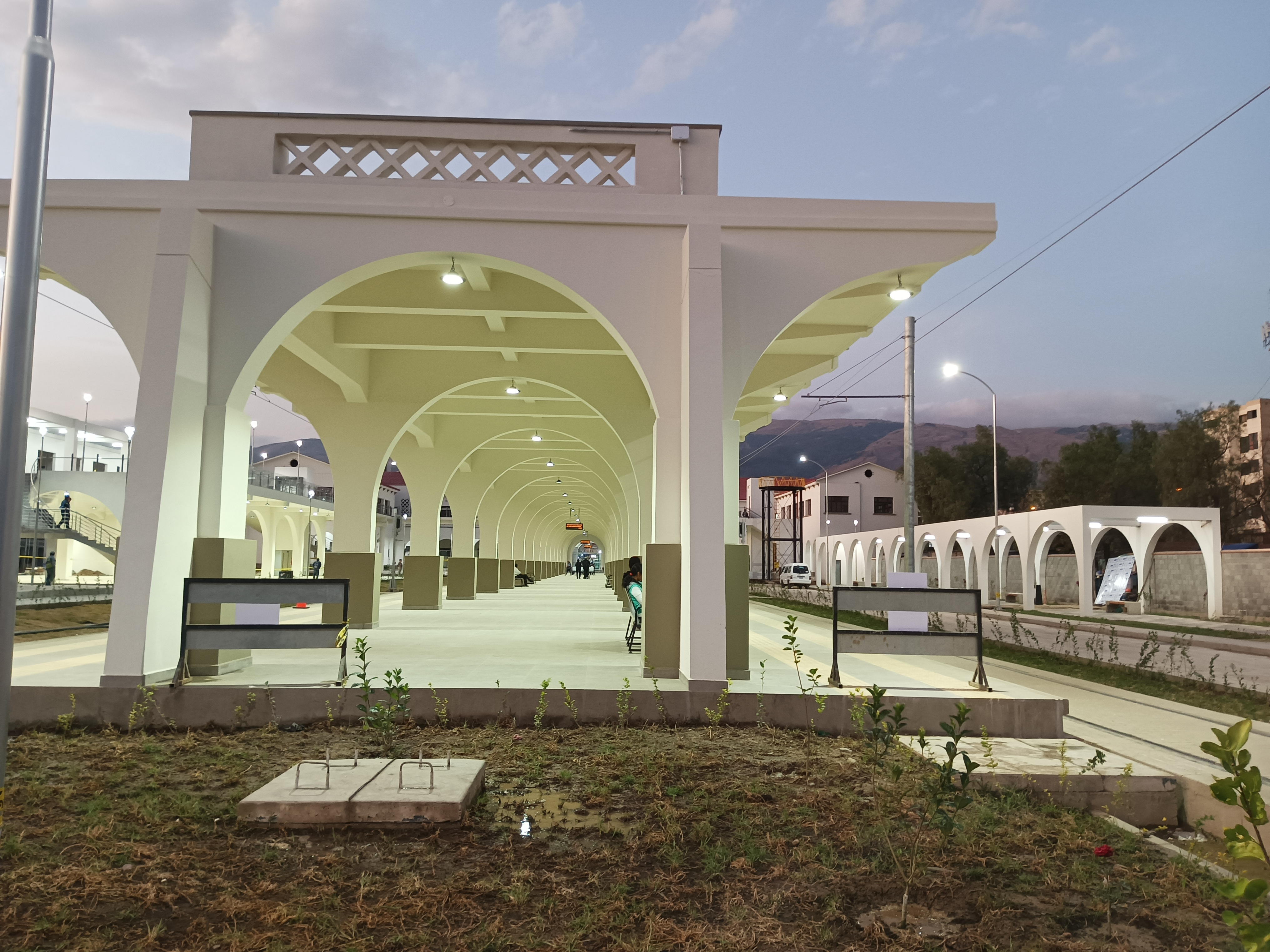
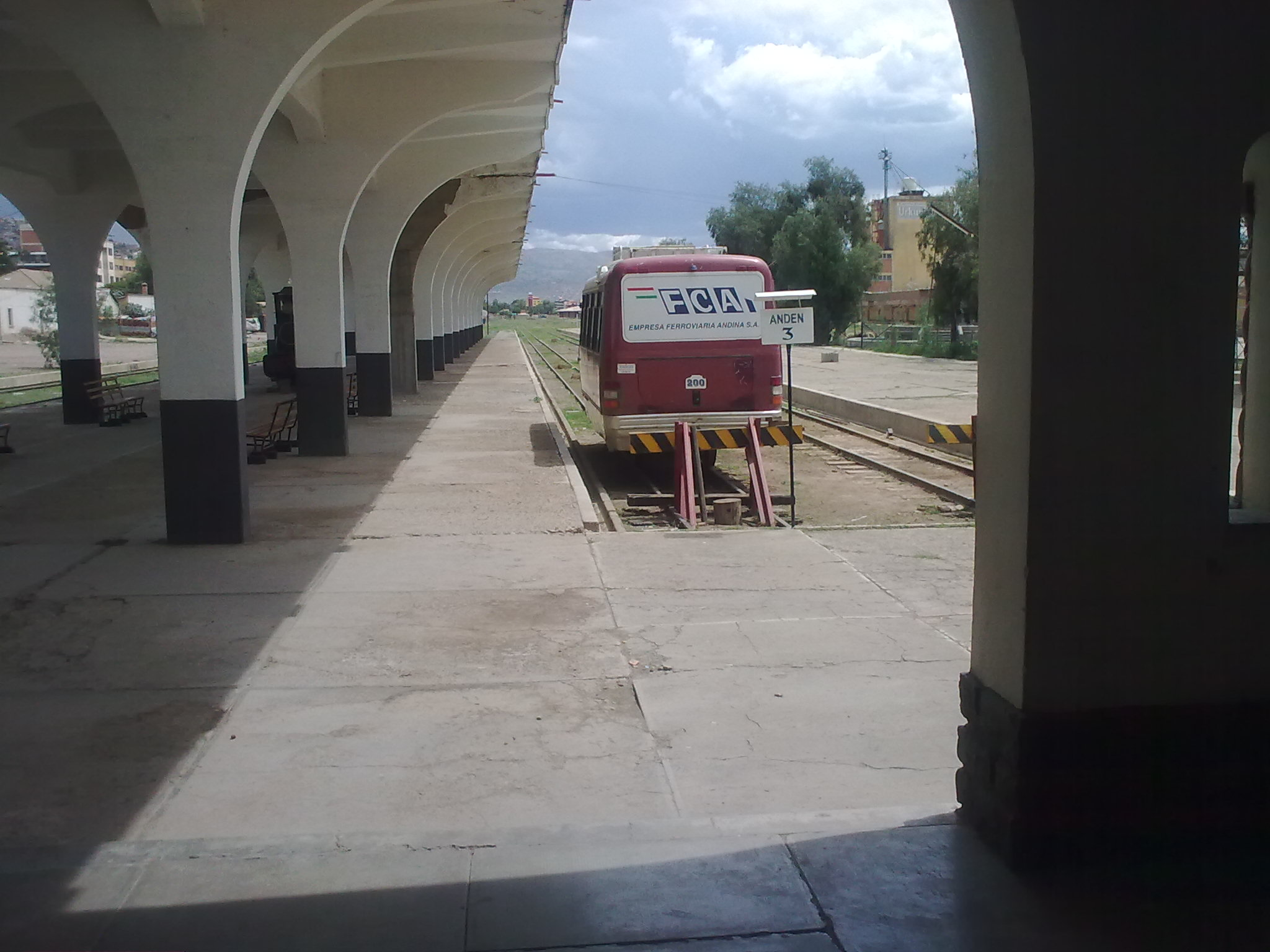